# HUSUM Wind
HUSUM Wind er en international fagmesse og mødested for firmaer inden for vindenergibranchen i Husum i Sydslesvig. Messen afholdes hvert andet år på byens nye messeområde. Blandt udstillere er både producenter af vindmøller, tjenesteudbydere, leverandører og repræsentanter fra videnskab og forskning. Det nyåbnede NordseeCongressCentrum ved siden af messehallerne danner rammen for supplerende fagkonferencer. 
Messen startede i 1989 under navnet Husumer Windtage (Husum Vinddage) med 20 udstillere i en kreaturauktionshal ved udkanten af byen. I 2007 blev den nye store messehalle med sine åbne facader i glas og stål indviet. Hallen råder over et udstillingsareal på cirka 5.000 m2 fordelt på otte haller. I 2010 kom kongrescentret til. 
I 2008 blev handelsmessen omdøbt til HUSUM WindEnergy. Antallet af udstillere voksede støt siden første gang messen løb af stabelen i 1989 og messen blev inden for kort tid verdens største fagmesse for vindenergi. Den voksende popularitet førte dog også til konfrontationer med Hamborg-messen, som i 2014 overtog navnet WindEnergy. Nu arrangerer Hamborg-messen i et rotationsprincip hvert lige år Hamburg WindEnergy, mens Husum-messen arrangerer hvert ulige år HUSUM Wind. 
Messen in Husum er i dag Nordeuropas vigtigste branchetræf for vindenergi og samler de vigtigste aktører fra fra on- og offshore-branchen. I 2017 var der 650 udstillere og omtrent 20.000 besøgende på et udstillingsareal på cirka 27.500 m2. De fleste udstillere kom fra Tyskland og Danmark og der er flere stande af danske virksomheder. I 2017 besøgte Hans Kongelige Højhed Prins Joachim de danske udstillingsstande. 

## Eksterne links
- Messens netsted Arkiveret 20. december 2017 hos  Wayback Machine